# زباله در نیوزیلند

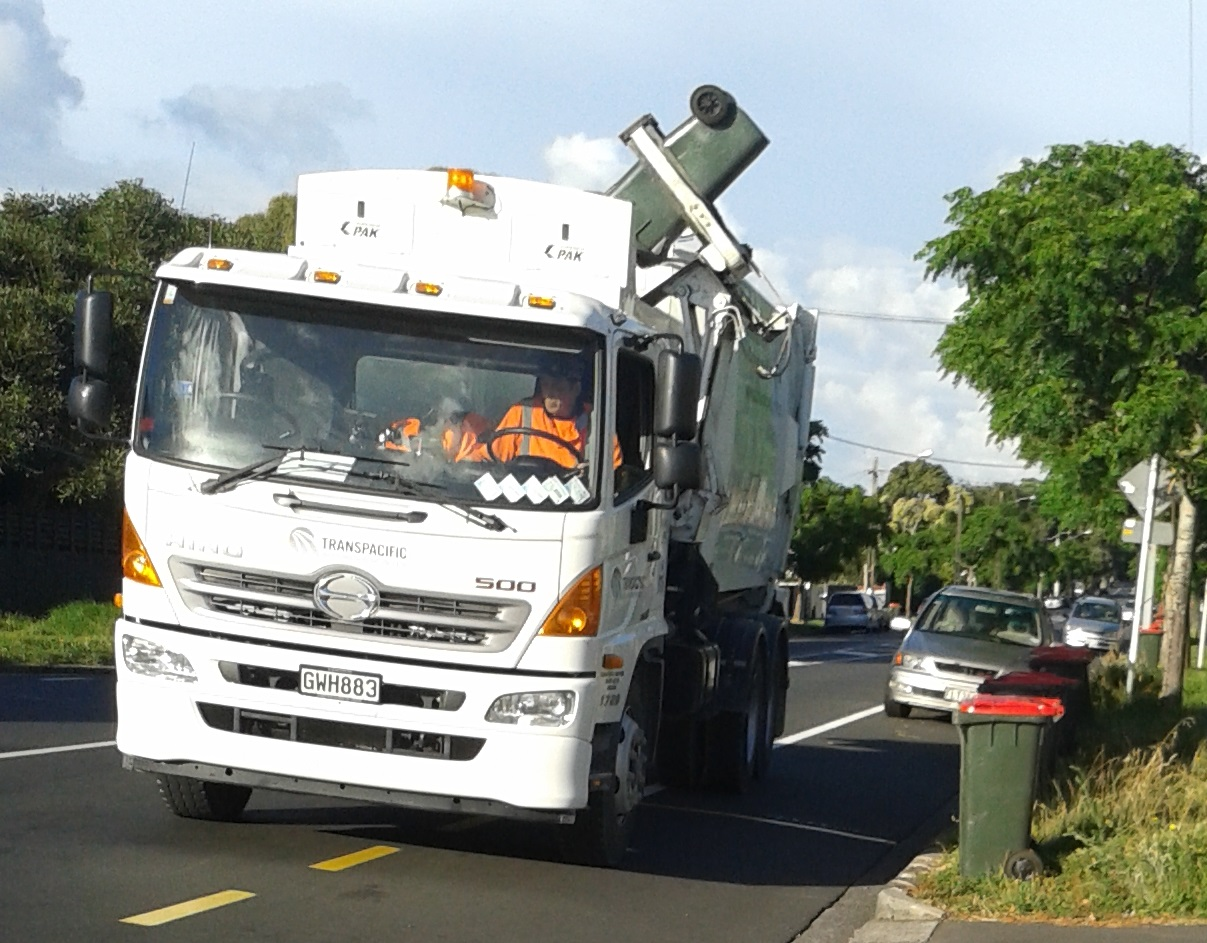
کامیونی در حال جمع‌آوری زباله در مونت آلبرت، اوکلند.

مدیریت زباله در نیوزیلند برای کاهش مسائل زیست‌محیطی مرتبط، قانونمندتر شده است. طبق داده‌های سازمان توسعه و همکاری اقتصادی (OECD)، نیوزیلند سومین کشور اسراف‌کار در بین کشورهای عضو OECD است.

## تاریخچه
تا همین اواخر، زباله‌ها به محل‌های دفن زباله محلی منتقل می‌شدند و کنترل کمی بر محل دفن آنها وجود داشت یا اصلاً کنترلی بر این محل‌ها وجود نداشت. اغلب محل‌های دفن زباله نزدیک به آبراه‌ها بودند. در سال‌های اخیر، محل دفن زباله‌ها تثبیت شده و اکنون به عنوان محل‌های دفن بهداشتی زباله ساخته می‌شوند تا از نشت محتویات آنها به منابع آبی جلوگیری شود. ایستگاه‌های انتقال، به ویژه در شهرها، به عنوان یک نقطه جمع‌آوری محلی عمل می‌کنند که در آن زباله‌ها قبل از انتقال به نزدیکترین محل دفن زباله، فشرده می‌شوند.
در سال ۲۰۰۷، بررسی‌های عملکرد زیست‌محیطی OECD برای زباله، توصیه‌های زیر را ارائه داد:
- تدوین مقررات ملی برای مدیریت پسماندهای خطرناک
- گسترش و ارتقاء تأسیسات تصفیه و دفع زباله
- افزایش حمایت نظارتی برای بازیابی یا بازیافت
- شفاف‌سازی ترتیبات مسئولیت‌پذیری برای اصلاح مکان‌های آلوده

## توده
سالانه ۱٫۶ میلیون تن زباله از صنعت ساخت و ساز و تخریب تولید می‌شود که ۵۰٪ از کل زباله‌های دفن شده در محل‌های دفن زباله را تشکیل می‌دهد.

### کرایست‌چرچ

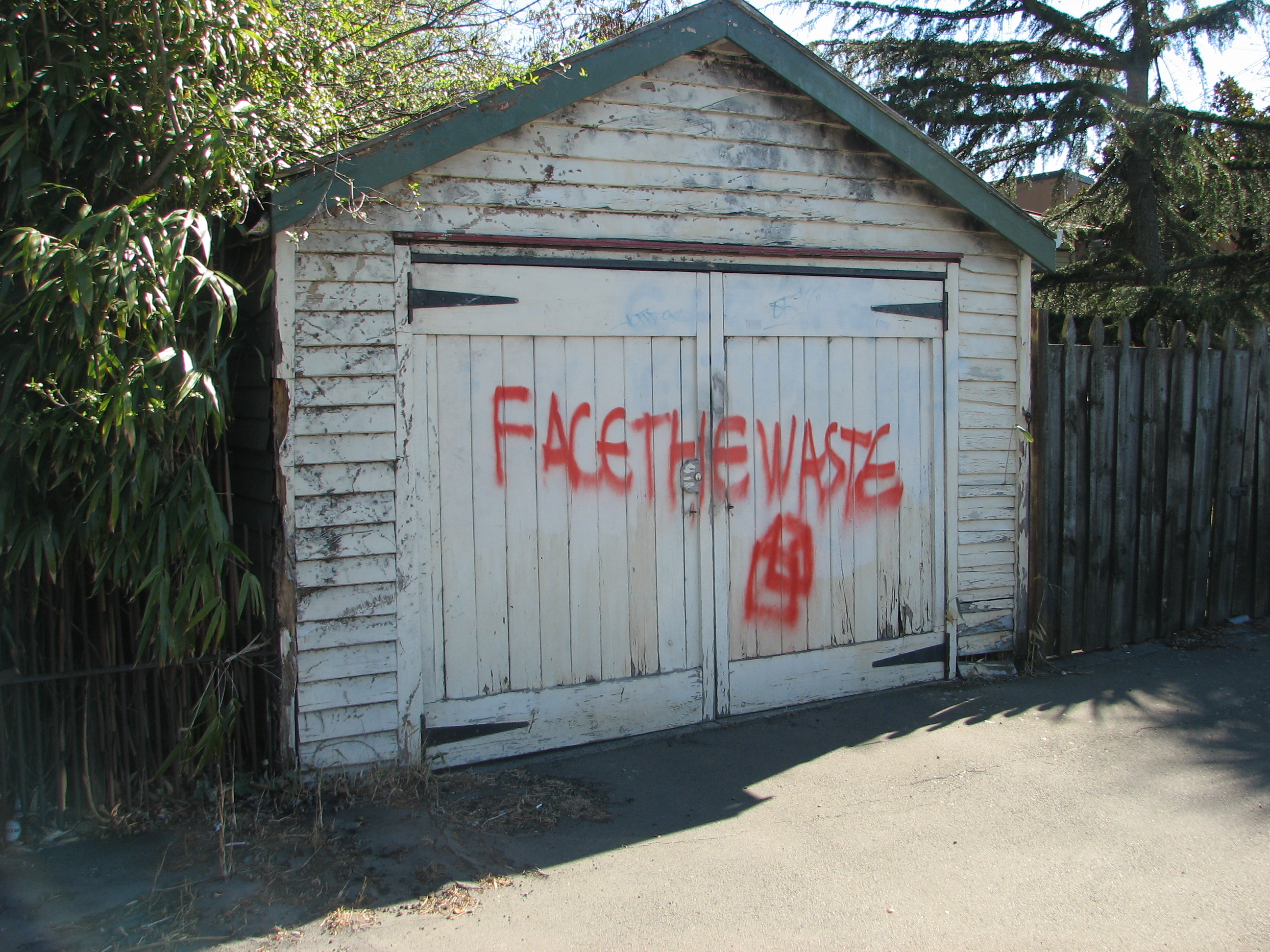
گرافیتی دربارهٔ زباله روی درب گاراژ در کرایست‌چرچ (۲۰۰۹).

حجم زباله‌های جمع‌آوری‌شده از کنار خیابان تقریباً ۴۰٬۰۰۰ تن بود، اما پس از معرفی بازیافت کنار خیابان و نصف شدن تعداد کیسه‌های زباله رایگان، این میزان کاهش یافت. در سال ۲۰۰۹، شورا سطل‌های زباله چرخ‌دار ۱۴۰ لیتری را برای جمع‌آوری زباله‌های کنار خیابان معرفی کرد و پس از آن حجم زباله‌ها شروع به افزایش کرد.

## انواع

### پلاستیک‌های کشاورزی
کشاورزی یکی از بزرگ‌ترین بخش‌های اقتصاد نیوزیلند است و در نتیجه حجم زیادی از زباله در مقایسه با سایر صنایع تولید می‌شود. جمع‌آوری ظروف حاوی مواد شیمیایی کشاورزی در برخی مناطق انجام می‌شود. سوزاندن زباله‌های پلاستیکی در سال‌های اخیر به دلیل انتشار آلاینده‌های سمی غیرقانونی شده است.

### ضایعات الکترونیکی
زباله‌های الکترونیکی بخش فزاینده‌ای از جریان زباله‌ها را تشکیل می‌دهند و وزارت محیط زیست در حال بررسی راه‌های مقابله با آن است. روز جهانی الکترونیک (eDay) که از سال ۲۰۰۶ به صورت آزمایشی آغاز شد، به عنوان وسیله‌ای برای جمع‌آوری زباله‌های الکترونیکی جهت استفاده مجدد یا بازیافت استفاده می‌شود.

### ضایعات مواد غذایی
حجم کل مواد غذایی که در نیوزیلند هدر می‌رود، مشخص نیست. در سال ۲۰۱۴ تحقیقاتی در مورد زباله‌های غذایی تولید شده توسط خانوارها که از طریق جمع‌آوری زباله‌های کنار خیابان دفع می‌شدند، انجام شد. این مطالعه نشان داد که سالانه ۲۲۹٬۰۲۲ تن مواد غذایی توسط خانوارها به محل دفن زباله فرستاده می‌شود. از این مقدار تقریباً ۵۰٪ یا ۱۲۲٬۵۴۷ تن، ضایعات مواد غذایی قابل اجتناب است. هزینه دفع زباله‌های غذایی خانگی قابل اجتناب در محل دفن زباله در سال‌های ۲۰۱۴/۲۰۱۰، ۸۷۲ میلیون دلار در سال بوده است. گزارش مفصلی که در وب‌سایت واسته مینز موجود است، اطلاعات بیشتری در مورد زباله‌های غذایی خانگی ارائه می‌دهد. تاکنون هیچ تحقیقی در مورد ضایعات مواد غذایی تجاری یا زنجیره تأمین انجام نشده است.

## کاهش ضایعات

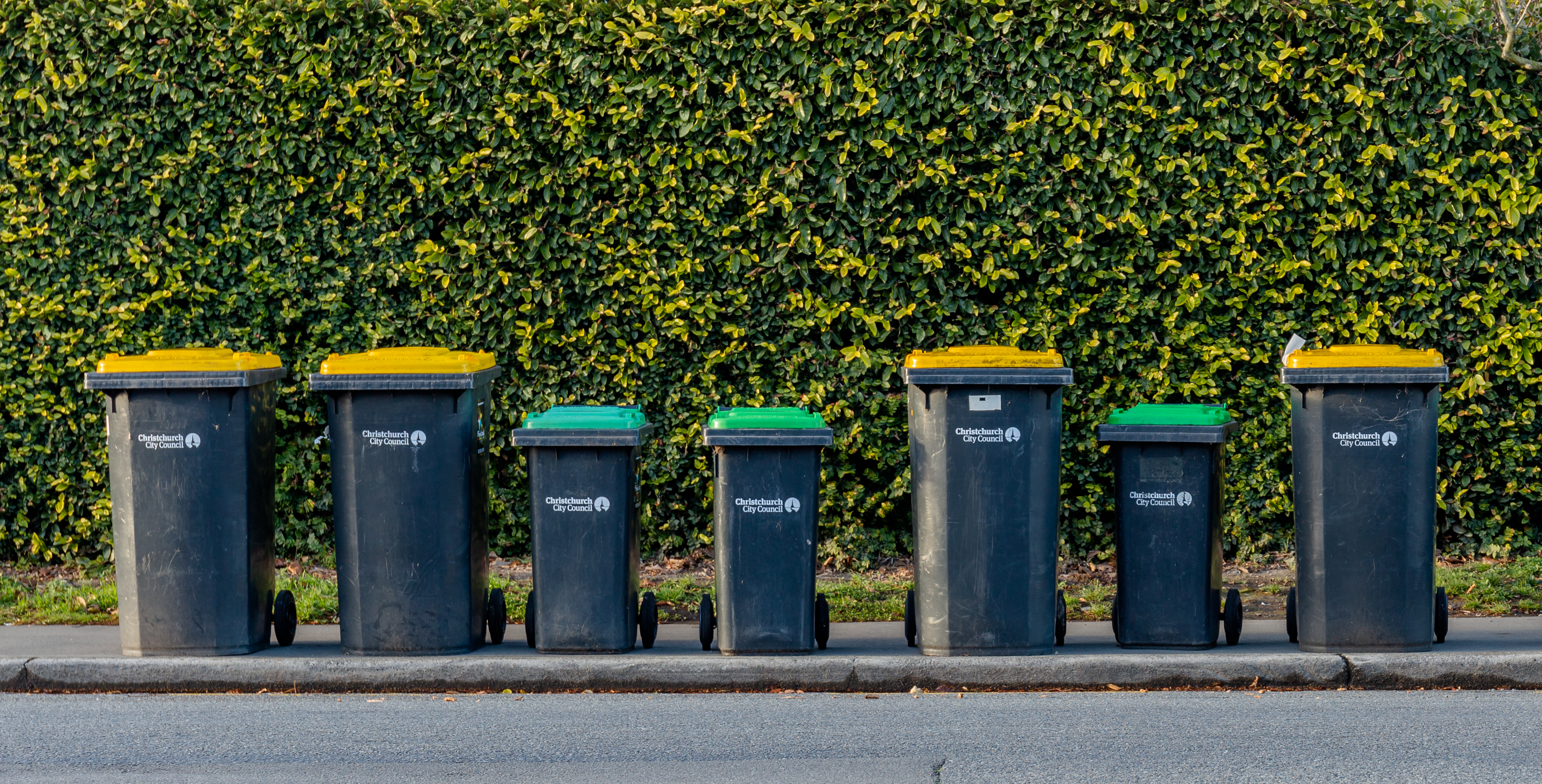
سطل‌های بازیافت در کرایست‌چرچ، نیوزیلند

تا سال ۱۹۹۶، شهرهای نیوزیلند شامل اوکلند، ویتاکره، ساحل شمالی و لاور هات، سطل‌های بازیافت کنار خیابان داشتند. در نیو پلیموث، وانگانویی و آپِر هات، مواد قابل بازیافت در صورت قرار دادن در کیسه‌های مناسب جمع‌آوری شدند. تا سال ۲۰۰۷، ۷۳٪ از نیوزیلندی‌ها به بازیافت کنار خیابان دسترسی داشتند.
جمع‌آوری زباله‌های آلی از کنار خیابان توسط شورای ناحیه مکنزی و شورای ناحیه تیمارو انجام می‌شود. شورای شهر کرایست‌چرچ، سیستم جمع‌آوری زباله‌های آلی را به عنوان بخشی از بازیافت کنار خیابان معرفی کرده است. شوراهای دیگر در حال انجام محاکمه هستند.

### سوزاندن زباله برای تولید انرژی
اخیراً، علاقه به سوزاندن زباله به انرژی افزایش یافته است، که در آن زباله به انرژی برای استفاده جوامع تبدیل می‌شود. با این حال، تحقیقات نشان داده است که این روش می‌تواند مشکلات زیست‌محیطی بیشتری ایجاد کند، به طوری که به ازای هر تن زباله، ۱٫۲ تن CO2 تولید می‌شود. تریسیا فارلی، محقق آلودگی پلاستیک، توصیه می‌کند که این یک تکنیک اسراف‌آمیز است که «منابع ارزشمند را از بین می‌برد و تولید زباله را تداوم می‌بخشد».

## قانون پسماند
نیوزیلند یکی از امضاکنندگان کنوانسیون بین‌المللی جلوگیری از آلودگی ناشی از کشتی‌ها، مصوب ۱۹۷۳، است که توسط پروتکل ۱۹۷۸ اصلاح شده و عموماً با نام مارپل ۷۸/۷۳ شناخته می‌شود.
حزب سبز در سال ۲۰۰۶ لایحه‌ای برای کاهش ضایعات ارائه کرد. این قانون در سال ۲۰۰۸ به عنوان قانون کمینه‌سازی زباله تصویب شد. مفاد اصلی این قانون عبارتند از: وضع مالیات بر زباله‌های دفن‌شده، ترویج طرح‌های مدیریت محصول، برخی گزارش‌های اجباری زباله، روشن کردن نقش مقامات منطقه‌ای در رابطه با به حداقل رساندن زباله، و تشکیل هیئت مشاوره زباله.

## زباله (محل دفن زباله)
تعداد محل‌های دفن زباله در نیوزیلند رو به کاهش است. در سال ۱۹۹۵، ۳۲۷ و در سال ۲۰۰۲، ۱۱۵ مورد وجود داشت که برآوردهای اخیر، این تعداد را کمتر از ۱۰۰ مورد نشان می‌دهد. محل‌های دفن زباله قابل توجه در مکان‌های زیر واقع شده‌اند:
- ردویل، آلبانی
- ویتفورد، آوکلند
- همپتون داونز، منطقه وایکاتو - افتتاح شده در سال ۲۰۰۵،[۱۱]
- کیت ولی، کانتربری
- جزیره سبز، داندین
- پوورا، وانگاری

## صادرات ضایعات
پیش از اجرای سیاست ملی شمشیر چین در سال ۲۰۱۸، نیوزیلند بیشتر زباله‌های پلاستیکی خود را به چین صادر می‌کرد. پس از ممنوعیت زباله‌های پلاستیکی توسط چین، نیوزیلند صادرات زباله‌های پلاستیکی خود را به مالزی و اندونزی تغییر داد. بین سال‌های ۲۰۱۷ تا ۲۰۲۲، صادرات ضایعات پلاستیکی از ۴۰٬۰۰۰ در سال ۲۰۱۷ به ۲۱٬۰۰۰ در سال ۲۰۲۲ کاهش یافت؛ که ۷۰٪ از ضایعات پلاستیکی از پلی‌اتیلن تشکیل شده است. صادرات زباله‌های خطرناک توسط قانون واردات و صادرات (محدودیت‌ها) مصوب ۱۹۸۸ تنظیم می‌شود. نیوزیلند همچنین عضو کنوانسیون بازل است که واردات و صادرات زباله‌های خطرناک از جمله پلاستیک را تنظیم می‌کند.
بین اوایل سال ۲۰۱۸ و فوریه ۲۰۱۹، اندونزی ۱۳۸۲۹ تن زباله پلاستیکی از نیوزیلند دریافت کرد. بیشتر کارخانه‌های بازیافت در جاوا واقع شده‌اند، از جمله بانتارگبانگ، بزرگ‌ترین محل دفن زباله روباز جنوب شرقی آسیا. وان نیوز گزارش داد که برخی از مردم محلی ابراز نگرانی کرده‌اند که زباله‌های درجه بالاتر نیوزیلند، ارزش زباله‌های پلاستیکی بازیافتی محلی را کاهش می‌دهد. در ماه مه ۲۰۱۹، نیوزیلند تغییرات اصلاح‌شده‌ای را در کنوانسیون بازل تصویب کرد که چارچوبی قانونی برای تضمین شفافیت بیشتر و تنظیم بهتر در تجارت جهانی پلاستیک ارائه می‌دهد. بین سال‌های ۲۰۲۰ و ۲۰۲۱، حجم صادرات پلیمرهای اتیلن از ۱۴٫۶ میلیون به ۱۳٫۵ میلیون کیلوگرم کاهش یافت. در سال ۲۰۲۱، مالزی با دریافت بیش از ۸ میلیون کیلوگرم، دریافت‌کننده اصلی صادرات پلاستیک از نیوزیلند بود.
در اواخر ژوئیه ۲۰۲۲، لیدیا چای، فعال حقوق پلاستیک، طوماری را سازماندهی کرد و از دولت نیوزیلند خواست تا صادرات زباله‌های پلاستیکی به کشورهایی مانند مالزی را متوقف کند. این دادخواست ۱۱۰۰۰ امضا جمع‌آوری کرد و توسط نماینده حزب سبز، اوژنی سیج، و نماینده حزب ملی، اسکات سیمپسون، پذیرفته شد. در ژوئن ۲۰۲۴، ۱ نیوز گزارش داد که وزارت محیط زیست و خدمات گمرکی نیوزیلند پیشنهاد جایگزینی قانون کمینه‌سازی زباله و قانون زباله با قانون جدیدی را داده‌اند که کنترل واردات و صادرات زباله‌های بازیافتی صادر شده به خارج از کشور را تشدید می‌کند. پنی سیموندز، وزیر محیط زیست، از اصلاح قانون کاهش زباله و زباله حمایت کرد، در حالی که لیدیا چای از دولت به دلیل رد ممنوعیت کامل صادرات زباله‌های بازیافتی ابراز ناامیدی کرد.
در سپتامبر ۲۰۲۴، RNZ گزارش داد که شرکت اوجی پیپر پس از تعطیلی کارخانه خمیر و کاغذ پنراسو در دسامبر ۲۰۲۴، قصد دارد ضایعات کاغذ بازیافتی بیشتری را از نیوزیلند به کارخانه کاغذ خود در بانتینگ مالزی صادر کند. لای پنگ پوا، فعال محیط زیست مالزیایی، ابراز نگرانی کرد که افزایش حجم زباله‌های کاغذی، رودخانه لانگات در همان نزدیکی را که ساکنان محلی برای کشاورزی و آبزی‌پروری به آن وابسته بودند، آلوده کند.